# アグスティン・デ・ベタンクル

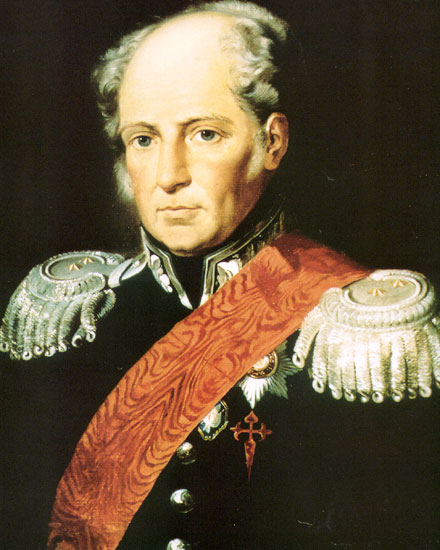
ロシア軍少将の軍服を着た1810年の肖像画

アグスティン・デ・ベタンクル・イ・モリーナ（スペイン語: Agustin de Betancourt y Molina、ロシア語: Августин де Бетанкур-и-Молина、1758年2月1日 - 1824年7月14日）はスペインの著名なエンジニア・都市計画家で、母国スペインの他、フランスとロシアで活躍した人物。 エンジニアとして手がけた範囲は広く、機械工学分野の蒸気機関車や気球、さらには建設工学分野になる建造物の構造設計や都市計画までに及ぶ。
技術者として教育を受けた後、スペイン部隊の管理技術者、ロシアでのサンクトペテルブルク通信工科学校の創設から建設管理計画、実施施工監理の他、サンクトペテルブルク都市計画の監修と、クロンシュタット、ニジニ・ノヴゴロドおよびその他のロシアの都市建設に尽力した。スペイン・テネリフェ島プエルトデラクルス生まれ。

## 人物概要
1778年、マドリードのサン・イシドロ王立大学に入学。工学を専攻し、1783年に卒業後、最初アルマデン鉱業関連のアラゴン運河の仕事に従事。翌年の1784年、更なる勉学のためパリに渡り、工業学校に入学し修了後数年フランスやイギリスで活動する。
1807年末に、アレクサンドル1世の招待で数ヶ月サンクトペテルブルクを訪問。パリに帰国後打診をうけてロシアに赴任。ロシア軍元帥から、技術部隊の審査官に任命され、皇帝が死去するまで滞在した。
1809年、ロシア国内で最初の工科大学サンクトペテルブルク通信学大学校設立に尽力する。同大学校は1824年まで工業系で国内唯一最高教育機関であった。ロシア滞在中は数多くの公共事業との技術研究方面の学術指導者として活躍。
ネヴカ橋の設計、トゥーラ兵器工場やカザン大砲製造工場建設、その他ヴォルガ川の蒸気船、水供給システム、鉄道などを開発指導。1810年、クロンシュタットなど国土構築と運河・アントルイサクにこの島のファウンドリと周辺海域浚渫に利用するため、蒸気機関の浚渫船を建造。発明者としては、ロシアの特許法が1812年に整備されたので、すぐ登録できず、最終的には、別人が特許を保有している。
1815年には、チャールズ・ベアードと共同でロシア初の汽船Yelizavetaを設計。
1816年、木造のマカリエフフェアが失火で破棄されると1817年、赴任地ニジニ・ノヴゴロドから被災地を訪問し、600万ルーブルかけて石造で再構築する4年間のプロジェクトを提案して大聖堂の近代化を推進、オーギュスト・モンフェランを担当建築家として個々の建物デザインを任せ、全体的な配置計画や資金調達を担当。ペテルブルクのプロジェクトの進捗状況を検査するために毎度ニジニ＝ノヴゴロドから足を運んだ。フェア旧大聖堂として知られている救主大聖堂でも構造を担当し、意匠担当のモンフェランと協働、1822年に完成すると、その年に早速祭事を開いている。祭事は、1930年まで運営された。
また、ニジニでも二つの歴史的教会を保全しながら、都市刑務所、三レンガファウンドリその他の建物を担当している。
ペテルブルク河岸の改築設計にも参画、開発基本計画を手がけたオカ川左岸は、19世紀を通じて基本計画通りに開発が進められた。
1819年、ロシア国土道路部評議会から諮問を受けている高速道路計画の策定担当部長に就任。ロシア初の近代的な高速道路を設計。サンクトペテルブルクとモスクワだけでなく、国内の産業政策としてトゥーラとカザン兵器工場までの道路網形成に尽力した。 
2008年、ロシア共和国は彼の誕生250周年を記念して記念切手を発行している。 